# Nostra Signora del Sacro Cuore (titre cardinalice)
Pour les articles homonymes, voir Notre-Dame du Sacré-Cœur (homonymie).
Le diaconie cardinalice de Nostra Signora del Sacro Cuore (Notre-Dame du Sacré-Cœur) est érigée par le pape Paul VI en 5 février 1965 par la constitution apostolique Quandoquidem Sacrorum Cardinalium et rattaché à l'église Notre-Dame du Sacré-Cœur située sur la place Navone dans le rione Parione.

## Titulaires
- Cesare Zerba, titre pro illa vice (1965-1973)
- Mario Luigi Ciappi, O.P. (1977-1987)
- José Saraiva Martins, C.M.F. (2001-2009)
- Kurt Koch (2010-)

### Lien Externe
- Ressource relative à la religion :   - Catholic Hierarchy